# Cool Japan TV
株式会社 Cool Japan TV（クールジャパンティーヴィー、英: Cool Japan TV Inc.）は、東京都渋谷区に本社を置く、日本の総合企画プロデュース会社、グローバルマーケティング会社、インバウンドコンサルティング会社、映像プロデュース会社、イベントプロデュース会社、芸能プロダクション会社。

## 概要
アジア各国においてデジタルマーケティング事業を展開する株式会社Arigato Japanが、日本伝統芸能事業を展開する株式会社夢乃屋エンターテイメントの海外進出サポートを行ったことを機に、2016年より二社による共同事業としてインバウンドマーケティング事業を開始。2017年に共同出資会社を設立してサービス名「Cool Japan TV」を法人化。世界54ヶ国・10,000人以上の会員を持つ動画マーケティング教育事業、自社で育成したアジア最大級のインフルエンサーネットワークを活用した企業や自治体のプロモーション事業、国内・海外でのイベントプロデュース事業、日本のエンターテイメント作品を世界に発信するコンテンツIP事業を展開。
2017年11月に総合企画プロデュースを手掛けた日本文化をテーマとしたミュージックビデオ「Tokyo Bon」が、YouTubeで1億視聴数（2021年12月現在）を超える世界的ヒットを記録。NHK放送「新春スペシャル 世界が驚いた！ニッポン動画大賞 2019」で1位に選出。BSフジ「ESPRIT JAPON」は、CEO兼プロデューサー赤峰俊治に密着取材を行い動画拡散の秘密に迫る特番を放送、緻密な動画マーケティングの手法が話題になる。JR東日本のエキナカ自販機を中心に展開する天然水「From AQUA」CM、中国EC大手アリババの「天猫ダブルイレブン」キャンペーン、TRF25周年記念のDJ KOOのミュージックビデオ「BOY MEETS GIRL Remix」、アフリカ開発会議（TICAD）のプロモーションビデオなど、数々の動画プロモーションをプロデュース。
インバウンドプロモーション、動画マーケティング、SNSマーケティング、ブランディングプロデュースに関するイベントでの講演実績多数。2018年1月にデザイン・クリエイティブセンター神戸で開催された「神戸学校」でCEO 赤峰俊治が講演。2018年4月に東京大学の非常勤講師にCSO 孝藤右近が就任。2018年6月にマレーシアで開催されたソーシャルメディアカンファレンス「Live Your Dream」でCEO 赤峰俊治が講演。2019年1月に立命館アジア太平洋大学で開催された「TED」でCMO Leon Shen Limが講演。2019年8月にシンガポールで開催された「Chinese National Achiever Congress」でCMO Leon Shen Limが講演。※その他、講演会・セミナーの講師実績はイベントカテゴリーを参照
2018年11月に大手通信販売会社の株式会社フェリシモと共同出資会社、株式会社Cool Japan Academyを設立。オンライン動画学習プラットフォーム事業を開始。2019年2月にエイベックスの芸能事務所エイベックス・マネジメント株式会社と共同出資会社、エイベックス & CJTV インフルエンサー株式会社を設立。クリエイターアカデミー事業、インフルエンサーマネジメント事業、SNSマーケティングコンサルティング事業を開始。2020年5月にAKB48の香港・台湾オフィシャルショップ、ヴィレッジヴァンガード香港を運営した株式会社シャノワと共同出資会社、株式会社JPEG（Japan Entertainment Group）の設立とAKB48の馬嘉伶の所属を発表。2022年6月にアート事業会社、株式会社DRELLAの設立を発表。アートギャラリー運営、アーティストマネジメント事業、アートプロデュース事業を開始し、同年10月4日にAKB48の行天優莉奈の所属を発表。

## 沿革
- 2016年1月 - Cool Japan TV 事業開始
- 2017年4月 - 圓山大飯店（台湾台北市）にてオープニングイベント開催
- 2017年8月 - Cool Japan TV 原宿スタジオオープン
- 2017年11月 - Tokyo Bon ミュージックビデオリリース[8]
- 2017年11月 - 日本初 17 TV 公式番組「Cool Japan TV」配信開始
- 2017年12月 - マイナビとインバウンド事業における業務提携発表[9]
- 2017年12月 - アジアソーシャルエンターテイメントの祭典「Cool Japan TV Award」開催[10]
- 2018年5月 - フェリシモと海外向け雑誌「Cocchi」創刊[11]
- 2018年8月 - TOKYO FMとのコラボレーションプロジェクト「Cool Japan Radio」発表[12]
- 2018年11月 - フェリシモと共同出資会社「株式会社 Cool Japan Academy」設立
- 2018年12月 - マイナビと「COOL JAPAN FEST 2019」共催[13]
- 2019年2月 - エイベックスと共同出資会社「エイベックス & CJTV インフルエンサー株式会社」設立
- 2019年8月 - 神田明神納涼祭り「TOKYO BON DANCE FEST 2019」開催
- 2019年10月 - デイリースポーツと動画配信事業における業務提携発表[14]
- 2020年2月 - NEXUS Bangsar South（マレーシア・クアラルンプール）にて「SMEA 2020」開催
- 2020年5月 - Chanoisグループと共同出資会社「株式会社JPEG」設立
- 2022年6月 - 株式会社 DRELLA設立、アートギャラリー「DRELLA（渋谷区代官山町）」オープン[15]
- 2024年9月 - 浅草にインバウンド事業の拠点「Japan Brand Incubation」開設

## 関連会社
- エイベックス & CJTV インフルエンサー株式会社（avex & CJTV Influencer Inc.）
- 株式会社 Cool Japan Academy
- 株式会社 JPEG
- 株式会社 Cool Japan IP
- 株式会社 Cool Japan Entertainment
- Cool Japan TV Singapore Pte. Ltd.
- 株式会社 Arigato Japan
- 株式会社 DRELLA

## 運営店舗
- TOKYO BON 浅草着物スタジオ（運営 : Cool Japan Entertainment）
- DRELLA - Art Gallery

## イベント
- 2017年4月 - COOL JAPAN TV オープニングイベント主催（グランドホテル台北 (圓山大飯店)）
- 2017年6月 - リクルートホールディングス主催「インバウンドセミナー」（登壇 : 赤峰俊治）
- 2017年8月 - SUMMER SONIC「WHITE ROCK」主催
- 2017年12月 - COOL JAPAN TV AWARD in TAIWAN 2017 主催
- 2018年1月 - フェリシモ主催「神戸学校」[16]（講演 : 赤峰俊治）
- 2018年2月 - MOSHI MOSHI NIPPON FESTIVAL 2018（出演 : 孝藤右近）
- 2018年2月 - マイナビ主催「インバウンドビジネスセミナー」（登壇 : 赤峰俊治）
- 2018年2月 - 泡フェス - OSAKA BON 2018 - 共催[17]
- 2018年5月 - ツーリズムエキスポ「台北国際観光博覧会」出展
- 2018年5月 - 山中湖SUPerマラソン主催[18]
- 2018年6月 - Live Your Dream in Malaysia（講演 : 赤峰俊治 、Leon Shen Lim）[19]
- 2018年6月 - KAZE CARNIVAL in THAILAND（出演 : 孝藤右近）
- 2018年7月 - JAPAN EXPO in PARIS（出演 : 孝藤右近）
- 2018年7月 - フジロックフェスティバル 2018（ケイシー・マスグレイヴスとコラボレーション）
- 2018年9月 - 第58回アジア太平洋映画祭
- 2018年9月 - 東京都主催「Old meets New - 東京150年祭」オープニングセレモニー（出演 : 孝藤右近）
- 2018年10月 - JTB 主催「杜の賑い TOKYO 2018」（出演 : 孝藤右近）
- 2018年11月 - SHIBUYA HALLOWEEN CONTEST 2018 共催[20]
- 2018年12月 - 花舞月影 - Hana Mai Tsuki Kage - 主催[21]
- 2018年12月 - COOL JAPAN FEST in TAIWAN 2018 共催
- 2019年1月 - TED × APU（講演 : Leon Shen Lim）
- 2019年2月 -  AKITA BON DANCE FEST 2019 共催
- 2019年5月 - ケイシー・マスグレイヴス来日公演（ハイ・ホース演出）
- 2019年6月 - 大竹啓裕主催「ビジネスセミナー」（講演 : 赤峰俊治）
- 2019年8月 - TOKYO BON DANCE FEST 2019 プロデュース
- 2019年8月 - TICAD 前夜祭「BON for AFRICA」
- 2019年8月 - Chinese National Achiever Congress 2019（講演 : Leon Shen Lim）
- 2019年10月 - ラグビーワールドカップ2019「パブリックビューイング」（出演 : 孝藤右近）
- 2020年2月 - SOCIAL MEDIA ENTREPRENEUR AWARD 2020 共催[22]
- 2020年3月 - 神戸新聞社・ジェッソ主催「KOBE TV 開設記念イベント」（講演 : 赤峰俊治）
- 2020年7月 - 120 WORKAPLACE KOBE　２周年記念イベント（講演 : 赤峰俊治）

## メディア
- 2017年4月 - 中国電視公司 ニュース番組「中視新聞台」
- 2017年5月 - スペースシャワーTV「Kawaii Asia」（出演 : Leon Shen Lim）
- 2017年6月 - 読売新聞 「インバウンド特集」
- 2017年7月 - 渋谷のラジオ「代々木のちょいパイ」（出演 : 孝藤右近）
- 2017年7月 - 渋谷のラジオ「代々木のちょいパイ」（出演 : 赤峰俊治）
- 2017年7月 - レインボータウンFM「ミュージックデリバリー」（出演 : 赤峰俊治、Leong Shen Lim）
- 2017年11月 - Yahoo! Philippines ニュース
- 2017年11月 - 週刊朝日
- 2018年1月 - 日本経済新聞社「Nikkei Asian Review - 赤峰俊治 インタビュー」
- 2018年1月 - TOKYO MX「ひるキュン！」
- 2018年2月 - TOKYO FM WORLD（ゲスト出演 : 赤峰俊治、Leong Shen Lim）
- 2018年3月 - 日経産業新聞「エイベックス & CJTV 動画クリエイター育成」
- 2018年4月 - 月刊美楽「想像の翼にのって」（執筆 : 赤峰俊治）
- 2018年8月 - タイ国政府観光庁公式サイト
- 2018年9月 - BSフジ「ESPRIT JAPON」TOKYO BON 特集（出演 : 赤峰俊治、孝藤右近）[23]
- 2018年12月 - NHK「新春スペシャル 世界が驚いた！ニッポン動画大賞 2019」
- 2018年12月 - テレビ朝日「東京23区ハマる女たち」
- 2018年12月 - 日本テレビ「ZIP！」
- 2018年12月 - BSフジ「ESPRIT JAPON」YouTuber プロモーション特集
- 2019年4月 - フジテレビ「Live News it！」
- 2019年7月 - 女性自身「DJ KOO × 孝藤右近、盆踊り特集」
- 2019年8月 - 産経新聞、東京新聞「BON for AFRICA」
- 2019年8月 - NHKニュース「アフリカ開発会議前夜祭 - BON for AFRICA」
- 2019年9月 - テレビ朝日「グッド！モーニング」池上彰のニュース検定（出演 : 孝藤右近）
- 2019年10月 - TOKYO MX「話題のアプリ ええじゃないか！」（出演 : Leong Shen Lim）